# Spiroudome
El Spiroudome es un recinto deportivo cubierto situado en la ciudad belga de Charleroi. Fue inaugurado en 2002 y tiene capacidad para albergar a un total de 6300 espectadores.
Es el escenario donde el club de baloncesto Spirou Charleroi disputa sus encuentros como local. 
Entre 2004 y 2008 fue la sede designada por la FIBA para acoger la final de la Copa ULEB.